# The Demigod Files
The Demigod Files (non traduit en français) est un recueil de nouvelles écrites par Rick Riordan, paru en langue originale le 10 février 2009. Il accompagne la série principale, Percy Jackson. Il contient trois nouvelles, intitulées Percy Jackson and the Stolen Chariot, Percy Jackson and the Bronze Dragon et Percy Jackson and the Sword of Hades, ainsi qu'un passage en avant première du roman Le Dernier Olympien. On y trouve aussi des interviews de certains des habitants de la colonie, une image de la malle d'Annabeth, un plan de la Colonie des Sang-Mêlés et divers mots croisés et autres activités. Il se place entre le quatrième tome, La Bataille du labyrinthe, et le cinquième et dernier tome, Le Dernier Olympien.